# New Hanover Township
New Hanover Township est un township du comté de Montgomery, en Pennsylvanie, aux États-Unis.